# Claude Françoise av Lothringen
Claude Francoise av Lothringen, född 1612, död 1648, var en hertiginna av Lothringen. Hon var dotter till hertig Henrik II av Lothringen och Margareta Gonzaga och gift med hertig Niklas II av Lothringen. Hon var syster till Nicole av Lothringen. Claude blev gift med sin kusin år 1634, sedan han tvingats överta tronen i Lothringen efter sin brors avsättning. Äktenskapet fick dispens av påven för att förhindra dynastin att dö ut sedan Niklas avsagt sig sitt prästämbete.